# Bulzești
Bulzești è un comune della Romania di 1 725 abitanti, ubicato nel distretto di Dolj, nella regione storica dell'Oltenia.
Il comune è formato dall'unione di 10 villaggi: Bulzești, Frățila, Gura Racului, Înfrățirea, Piscu Lung, Poienile, Prejoi, Săliște, Seculești, Stoicești.